# Sylvia Flückiger-Bäni

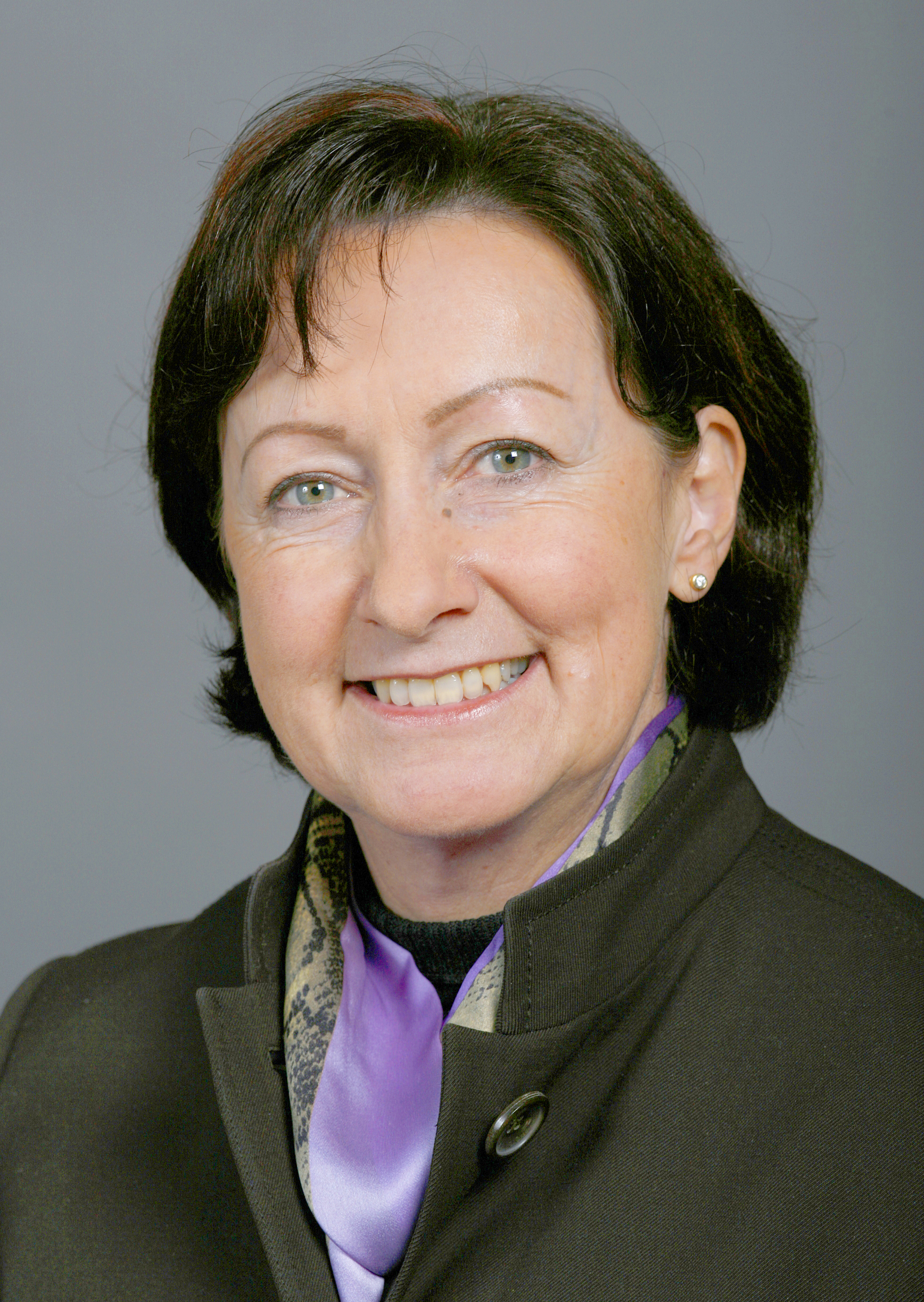
Sylvia Flückiger-Bäni

Sylvia Flückiger-Bäni (* 1. Juni 1952 in Aarau, heimatberechtigt in Rüegsau und Schöftland) ist eine Schweizer Unternehmerin und Politikerin (SVP).

## Leben
Bei den Wahlen vom 21. Oktober 2007 wurde sie im Kanton Aargau in den Nationalrat gewählt und gehörte der Kommission für Wirtschaft und Abgaben (WAK) an. Sie trat auf Ende der 50. Legislaturperiode 2019 aus dem Nationalrat zurück. Von 2000 bis 2008 war sie Aargauer Grossrätin und zwischen 2004 und 2008 Vizepräsidentin der SVP Schweiz.
Flückiger-Bäni wohnt in Schöftland. Sie ist verheiratet und hat zwei Kinder.